# Damian Knyba
Damian Knyba (ur. 25 stycznia 1996 w Bydgoszczy) – polski bokser walczący w kategorii ciężkiej.

## Kariera amatorska
Mimo dość przeciętnego bilansu w walkach amatorskich, który wynosił 23 zwycięstwa i 7 porażek, Knybie udało się zdobyć Mistrzostwo Polski Juniorów w 2019 r. i Mistrzostwo Polski Seniorów w 2020.

## Kariera zawodowa
Knyba zadebiutował 26 czerwca 2021 roku w Człopie, gdzie w drugiej rundzie pokonał Petra Frohlicha.
Największym osiągnięciem Knyby w dotychczasowej karierze zawodowej jest walka słynnej nowojorskiej hali Madison Square Garden w karcie wstępnej gali Teofimo Lopez kontra Sandor Martin.
1 lutego 2025 w walce wieczoru gali w Newark, zmierzył się z doświadczonym Andrzejem Wawrzykiem. Wygrał ten pojedynek przez techniczny nokaut w trzeciej rundzie.
21 czerwca 2025 ponownie w Newark, pokonał w ósmej rundzie przez techniczny nokaut niepokonanego i bardziej doświadczonego Marcina Siwego.

## Osiągnięcia
- 2019: Mistrzostwo Polski Juniorów w wadze ciężkiej
- 2020: Mistrzostwo Polski Seniorów w wadze ciężkiej

## Lista walk w zawodowym boksie
| Wynik   | Rekord | Przeciwnik (bilans przed walką)   | Rozstrzygnięcie | Runda/Czas  | Data       | Miejsce                                              | Uwagi                      |
| ------- | ------ | --------------------------------- | --------------- | ----------- | ---------- | ---------------------------------------------------- | -------------------------- |
| Wygrana | 16-0   | Marcin Siwy (25-0-1)              | RTD             | 8/10        | 21.06.2025 | Prudential Center, Newark                            |                            |
| Wygrana | 15-0   | Andrzej Wawrzyk (34-4)            | TKO             | 3/10 (2:20) | 01.02.2025 | Prudential Center, Newark                            | Main Event                 |
| Wygrana | 14-0   | Richard Lartey Harrison (16-6)    | KO              | 3/8 (2:10)  | 02.11.2024 | Turning Stone Resort Casino, Werona                  |                            |
| Wygrana | 13-0   | Michael Polite Coffie (13-4)      | UD              | 8/8         | 09.12.2023 | Charles F. Dodge City Center, Pembroke Pines         |                            |
| Wygrana | 12-0   | Helaman Olguin (9-5-1)            | UD              | 8/8         | 10.06.2023 | Madison Square Garden, Nowy Jork                     |                            |
| Wygrana | 11-0   | Curtis Harper (14-8)              | TKO             | 8/8 (2:38)  | 08.04.2023 | Prudential Center, Newark                            |                            |
| Wygrana | 10-0   | Emilio Salas (7-3-1)              | TKO             | 2/6 (1:50)  | 10.12.2022 | Madison Square Garden, Nowy Jork                     |                            |
| Wygrana | 9-0    | Kostiantyn Dovbyshchenko (9-10-1) | UD              | 8/8         | 08.10.2022 | Hala MOSiR ul. Klodnicka 85, Ruda Śląska             |                            |
| Wygrana | 8-0    | Santander Silgado Gelez (31-12)   | TKO             | 1/6 (2:49)  | 13.08.2022 | Ranson Civic Center, Ranson                          |                            |
| Wygrana | 7-0    | Terrell Jamal Woods (28-50-9)     | UD              | 6/6         | 21.05.2022 | Amazura Concert Hall, Queens                         |                            |
| Wygrana | 6-0    | Knife Didier (6-6)                | KO              | 1/8 (2:16)  | 04.03.2022 | Hala widowiskowo-sportowa, Szczytno                  |                            |
| Wygrana | 5-0    | Aazddin Aajour (4-2-2)            | KO              | 1/6 (2:43)  | 07.01.2022 | Hala Sportowa, Zawonia                               |                            |
| Wygrana | 4-0    | Yury Bykhautsou (10-22-3)         | UD              | 6/6         | 23.10.2021 | Nosalowy Dwór, Zakopane                              |                            |
| Wygrana | 3-0    | Giorgi Tamazashvili (3-7)         | KO              | 1/4 (2:25)  | 28.08.2021 | Amfiteatr nad Jeziorem Czos, Mrągowo                 |                            |
| Wygrana | 2-0    | Igor Pylypenko (5-52-2)           | UD              | 4/4         | 17.07.2021 | Suwałki Arena, Suwałki                               |                            |
| Wygrana | 1-0    | Petr Frohlich (2-31-1)            | TKO             | 2/4 (2:33)  | 26.06.2021 | Gospoda, plac Zwyciestwa Wojska Polskiego 13, Człopa | Debiut w zawodowym boksie. |